# 仙北市落合運動公園落合野球場
仙北市落合運動公園落合野球場（せんぼくし おちあいうんどうこうえん おちあいやきゅうじょう）は、秋田県仙北市角館町西野川原にある野球場である。秋田わか杉国体軟式野球成年のメーン会場となった。

## 施設概要
- 施設面積：
- 両翼：??m、中堅：??m
- 内野：土、外野：天然芝
- スコアボード：手動パネル式
- 収容人員：5,000人（内野スタンド：2,500席　外野スタンド：2,500席）
- 照明設備：なし

## 交通
- 角館駅（JR秋田新幹線・田沢湖線、秋田内陸縦貫鉄道 内陸線）から徒歩約20分
- 秋田自動車道 大曲ICから約40分
- 駐車場：174台